# Byle do przerwy
Byle do przerwy (ang. Recess, 1997–2001) – amerykański serial animowany wytwórni Walt Disney emitowany w latach 1997–2001.
W Polsce serial emitowany był w latach 2006–2009 i ponownie 2011–2012 na antenie Disney Channel oraz Disney XD.
W oparciu o serial powstał również pełnometrażowy film Wakacje. Żegnaj szkoło, który miał swoją premierę 10 lutego 2001 (w Polsce 17 sierpnia 2001).

## Fabuła
Serial opowiada o przygodach szóstki przyjaciół, czwartoklasistów, którzy tak jak inne dzieciaki w tym wieku mają swoje kłopoty, zabawy, romanse czy wrogów. Akcja prawie zawsze toczy się na placu obok szkoły lub w samym budynku.

## Bohaterowie
- Theodore Jasper „T.J.” Detweiller – lider paczki. Wulkan pomysłów. Nosi czerwoną czapkę z daszkiem, zieloną bluzę sportową i niebieskie spodnie. Raczej nie przejmuje się nauką. To sprytny i sprawiedliwy dzieciak, wysportowany. Jego rodzice są luzakami. Jest inteligentny, chociaż jego stopnie nie są najlepsze. Jest zakochany w Spinelli od odcinka The Experiment.
- Michael „Mikey” Bloomberg – chłopak przy tuszy, jest dość skryty, sprytny, niezwykle miły i dziecinny. Ma drobny kompleks z powodu otyłości. Jest świetnym poetą i często mówi wierszem. Ubrany w białą koszulkę i brązowe spodnie. Jego matka jest puszysta i lubi jeść, natomiast ojciec jest chudy i bardzo wrażliwy. Mikey przyjaźni się z przedszkolakami i osobami z młodszych klas. Nie jest wysportowany, jednak w niektórych odcinkach dowiadujemy się, że Mikey jest świetny w piłce nożnej i w innych sportach.
- Gustav Patton „Gus” Griswald – jego ojciec jest wojskowym, dlatego on sam jest wychowywany w wojskowej atmosferze. Wiele razy zmieniał szkołę, przez co na początku miał problem z odnalezieniem się w grupie. Trochę gapowaty. Inteligentny, dobry strateg, bardzo ambitny. Każde oszustwo czy przestępstwo to dla niego ogromna udręka. Jest chudy i wszystkiego się boi. Dla przyjaciół i sprawiedliwości zrobiłby wszystko. Jak się dowiadujemy w pewnym odcinku jest mistrzem zbijaka i w jednej z poprzednich szkół nazywano go „El Diablo” (hiszp. diabeł).
- Vincent Pierre „Vince” LaSalle – świetny sportowiec, świetny kucharz, uwielbia gry zespołowe, a poza tym uwielbia wszystkich ogrywać. Bardzo miły chłopak. Jest popularny w szkole, jednak nie jest zarozumiały. Sprawiedliwy, wierzy w szczęście i pech. Od przedszkola był przewodniczącym klasy.
- Ashley Funicello Spinelli – bardzo agresywna dziewczyna. Wstydzi się swoich rodziców oraz imienia. Zakochana w T.J.-u. Lubi oglądać wrestling. Ma dobre serce. Jest sprawiedliwa i bardzo miła. Dla przyjaciół zrobi wszystko. Nie uczy się najlepiej, jednak jest wysportowana. Jest też bardzo piękna. Kiedyś przez przypadek wzięła udział w wyborach miss. Pocałowała T.J. w odcinku The Experiment.
- Gretchen Priscilla „Greta” Grundler – nadzwyczaj mądra dziewczyna. Potrafi zrobić coś z niczego. Najlepsza uczennica w szkole. Jest najlepsza w jojo. Ma dużo pomysłów. Bardzo miła i sprawiedliwa. Niezbyt ładna. Dla przyjaciół zrobi wszystko.
- Randall J. Weems – ogólnie nielubiany dzieciak. Głównie za to, że donosi. Nie ma żadnych przyjaciół. Jest pupilkiem i pomagierem pani Finster. Stoi po stronie nauczycieli.
- Król Bob – „Król” podwórka. To on „decyduje” o wszystkim co się dzieje na podwórku podczas przerwy. Chodzi do 6. klasy i ma swoich ludzi. Kiedyś był księciem zgrywusów.
- Erwin Lawson – chłopak z 5. klasy, lubiący dokuczać młodszym.
- Ashleyki – cztery dziewczyny: Ashley A., Ashley B., Ashley T. i Ashley Q. Mają własny klub zbudowany z opon w którym jest tablica z „Chłopakami do wzięcia”. Lubią się malować, zajmują się modą i plotkami. Często dokuczają Gusowi, Mikeyowi i Spinelli. Ich rodzice są bardzo bogaci. Są próżne i aroganckie. Podoba im się T.J. W jednym z odcinków oceniały wszystkie dzieci z placu zabaw w skali od 1 do 10 co było przyczyną kryzysu między przyjaciółmi. Świętują też dni wymyślone przez same siebie takie jak dzień fioletu lub kapelusza. Kiedyś wkręciły Spinelli w konkurs piękności. Często mówią wszystkie razem „ooo, skandaliczne!”.
- Muriel P. Finster – asystentka nauczyciela, porządkowa; ciągle narzeka na wszystkie dzieciaki z podwórka. Wychowawczyni klasy, do której chodzą bohaterowie. Jej pupilkiem jest Randall. Jej przyjaciółką była babcia Spinelli. Finster lubi rodziców Spinelli.
- Alordayne Grotke – jedna z nauczycielek klasy, do której chodzą główni bohaterowie. Bardzo ładna i miła kobieta. Wyluzowana. Jest pacyfistką i na zakończenie lekcji żegna się z uczniami znakiem pokoju. Prawdopodobnie jej nauczycielem był hippis.
- Peter Prickly – dyrektor szkoły. Często wdaje się w szkolne perypetie, choć mówi, że ma pełno obowiązków. Ma brata, który też jest dyrektorem. Lubi panią Finster. Brat nazywa go Kajtek.

## Wersja polska
Opracowanie i udźwiękowienie wersji polskiej: na zlecenie Disney Character Voices – Studio Sonica

Dialogi: 
- Dariusz Dunowski (odc.1-26)
- Barbara Robaczewska (odc.27-39)
- Anna Całczyńska (odc.40-52)
- Joanna Kuryłko (odc.53-65)

Reżyseria:  
- Olga Sawicka (odc. 1-10),
- Miriam Aleksandrowicz (odc. 11-65)

Dźwięk i montaż: Agnieszka Stankowska

Organizacja produkcji: 
- Aleksandra Dobrowolska (odc.1-26)
- Agnieszka Kudelska (odc.27-52)
- Dorota Furtak (odc.53-65)

Wystąpili: 
- Mateusz Maksiak – Theodore Jasper „T.J.” Detweiler (odc. 1-5)
- Mariusz Oborski – Theodore Jasper „T.J.” Detweiler (odc. 6-65)
- Kamila Galon – Ashley Spinelli
- Joanna Krejzler – Gretchen Priscilla „Greta” Grundler
- Jędrzej Łagodziński – Vincent „Vince” LaSalle
- Jonasz Tołopiło – Gustav „Gus” Griswald

- Adam Pluciński – Michael „Mikey” Blumberg (dialogi)
- Jakub Szydłowski –
  - Michael „Mikey” Blumberg (śpiew),
  - Brandon (odc. 32, 34)

- Krystyna Rutkowska-Ulewicz – Muriel P. Finster
- Bronisław Surmiak – dyrektor Peter Prickly
- Damian Walczak – Randall J. Weems (odc. 1-9)
- Filip Dominik – Randall J. Weems (odc. 10-35)
- Sergiusz Żymełka – Randall J. Weems (odc. 36-65)
- Ewa Lorska – Alordayne Grotke (odc. 1-25)
- Katarzyna Traczyńska – Alordayne Grotke (odc. 26-65)
- Krzysztof Szczerbiński – Król Bob
- Aleksandra Rojewska –
  - Ashley Armbruster,
  - Dzieciak (odc. 7),
  - Megan A (odc. 25),
- Joanna Jabłczyńska –
  - Ashley Boulet,
  - Megan B (odc. 25),
  - Molly (odc. 60),
  - Sonya (odc. 63)
- Anna Apostolakis –
  - Ashley Quinlan,
  - Berta (odc. 17),
  - Zed (odc. 18),
  - Mundy (odc. 20),
  - pielęgniarka (odc. 23),
  - Megan Q (odc. 25),
  - Tubby (odc. 28),
  - mały kopacz Dave (odc. 41b),
  - Carl (odc. 42, 55),
  - Rudy (odc. 49),
  - staruszka #1 (odc. 56),
  - Gwen (odc. 60)
- Aneta Federowicz –
  - Ashley Tomassian,
  - Megan C (odc. 25),
  - Rosey (odc. 45),
  - Rosie (odc. 63)
- Aleksander Czyż –
  - Erwin Lawson (oprócz odc. 21),
  - Jerome (oprócz odc. 5, 38)
  - Skeens (odc. 20),
  - strażnik #1 (odc. 21),
- Kasper Garlicki –
  - Kopacz Sam,
  - Menlo,
  - Lorall (odc. 19)
- Filip Domagała –
  - Kopacz Dave,
  - Geoffrey Luciano (odc. 32),
  - Tyler T (odc. 64)
- Wojciech Machnicki –
  - Hank,
  - Galileusz (oprócz odc. 20),
  - White (odc. 22),
  - Gra (odc. 35),
  - Buzz Aldrin (odc. 36),
  - Rogan (odc. 56),
  - pułkownik LeMaise (odc. 58)
- Beata Kawka –
  - pani Lemon,
  - Ruby (odc. 56)
- Julia Kręciejewska –
  - Theresa „Kurydza” LeMaise,
  - Mała dziewczynka (odc. 33),
  - Megan (odc. 45)
- Anna Sroka –
  - Laura „Huśtawa” Jameson,
  - pani Spinelli (oprócz odc. 42a),
  - Gilbert (odc. 28),
  - Jurorka 1 (odc. 39),
  - mały kopacz Sam (odc. 41b),
  - Kirsten „Kurst Najgorsza” Kurst (odc. 47, 61, 63)
- Aleksander Gręziak –
  - Guru,
  - Butch,
  - Geoffrey Luciano (odc. 8),
  - Johnny (odc. 42),
  - Jocko (odc. 52-53, 61, 64-65),
  - Mundy (odc. 63)
- Jan Aleksandrowicz –
  - Cwaniak / Francis,
  - Erwin Lawson (odc. 21),
  - strażnik #2 (odc. 21),
  - Mikołaj #3 (D.J.) (odc. 23),
  - pan Dunn (odc. 31),
  - technik (odc. 43),
  - Franklin „Dudi” Dudikoff (odc. 44),
  - Vatslav (odc. 51),
  - Edgy Eddy (odc. 54),
  - sprzedawca (odc. 55),
  - Edmonton (odc. 58),
  - lokaj (odc. 59),
  - Chuey (odc. 61, 64-65),
  - Kurydza jako wilkołak (odc. 65a)

- Jerzy Mazur –
  - Aaron Kelso,
  - Mikołaj #1 (odc. 24),
  - McMann (odc. 26),
  - facet z NASA (odc. 29),
  - trener (odc. 30),
  - Garrison (odc. 32),
  - fotograf (odc. 48),
  - Wood (odc. 49),
  - odźwierny (odc. 51),
  - sanitariusz (odc. 52),
  - pracownik #1 (odc. 53),
  - komentator (odc. 54),
  - George (odc. 56),
  - przestępca (odc. 60),
  - robotnik (odc. 64)
- Tomasz Jarosz –
  - Jordan (oprócz odc. 5),
  - Gellman (oprócz odc. 17),
  - Tubby (odc. 18),
  - Feskins (odc. 21),
  - Dice (odc. 22),
  - Dick Clark (odc. 24),
  - James (odc. 29),
  - Gruby (odc. 36),
  - pan Detwailer (odc. 37),
  - Big Hulk (odc. 42),
  - Swarthy (odc. 53),
  - Fillmore (odc. 58)
- Janusz Zadura –
  - pułkownik Griswold,
  - Peters (odc. 32),
  - Norris (odc. 56)
- Brygida Turowska –
  - pani Griswold,
  - Stemple (odc. 17),
  - Sue-Bob (odc. 20, 63),
  - Nobel (odc. 32),
  - Hektor (odc. 34, 36),
  - Pani Weems (odc. 35),
  - jurorka #2 (odc. 39),
  - pani Grundler (odc. 45),
  - Swen (odc. 48),
  - pani Lasalle (odc. 55),
  - pani Richards (odc. 62)
- Jacek Czyż –
  - superindent Fred Skinner,
  - Zdumiewający Jeffrey (odc. 14b),
  - pan Lasalle (odc. 55),
  - Streak (odc. 56)
- Kacper Kuszewski – Strażnik Brad
- Paweł Szczesny –
  - pan Spinelli,
  - trener Kloogie,
  - Mort Chalk (odc. 38),
  - Szef Perro (odc. 57)

- Maciej Kłos – Jordan (odc. 5)
- Piotr Deszkiewicz –
  - Jerome (odc. 5),
  - dyżurny Brock (odc. 50)
- Stanisław Brudny – Albert Einstein (odc. 6)
- Janusz Nowicki –
  - burmistrz Fitzhugh (odc. 6, 24),
  - generał (odc. 29)
- Monika Kwiatkowska – pani Salamone (odc. 12)
- Miriam Aleksandrowicz  –
  - Fitzenburg (odc. 12),
  - kucharka (odc. 29, 37, 55, 57),
  - pani Kelso (odc. 45),
  - bibliotekarka (odc. 48),
  - Colette (odc. 49
- Jerzy Dominik – Król Artur (odc. 16)
- Mirosława Krajewska –
  - Dottie (odc. 16),
  - Klemperer (odc. 18),
  - nauczycielka (odc. 40)
- Cezary Kwieciński – Gellman (odc. 17)

- Roman Szafrański –
  - CB (odc. 17),
  - Weems (odc. 35),
  - Jerome (odc. 38),
  - Buster (odc. 53),
  - Blazedale (odc. 55)

- Andrzej Arciszewski –
  - Paul (odc. 18)
  - dozorca (odc. 31),
  - prezydent (odc. 32a)
- Julia Malska – Emma (odc. 18)
- Monika Błachnio – Cyndi (odc. 18, 28)
- Edyta Jungowska – Spencer (odc. 18)

- Janusz Wituch –
  - pan E (odc. 19),
  - Galileusz (odc. 20),
  - Paluch (odc. 27),
  - Barns (odc. 32),
  - Frank (odc. 42, 49, 55),
  - Raymond (odc. 46)
- Andrzej Gawroński – Tate (odc. 19)
- Anna Wiśniewska – 
  - Jeannie (odc. 20),
  - dziewczynka (odc. 34),
  - Becky Benson (odc. 39),
  - Mól (odc. 48)
- Jan Janga-Tomaszewski – Breen (odc. 24)

- Mikołaj Müller –
  - starzec (odc. 24),
  - Ruddlestein (odc. 29),
  - dorosły Hektor (odc. 36),
  - Tadeusz (odc. 38)

- Izabella Bukowska – Pavlova (odc. 25)

- Krzysztof Królak –
  - Adam Abel (odc. 32),
  - chłopiec (odc. 34),
  - Nerwus (odc. 36),
  - Beksa (odc. 45),
  - Gordy (odc. 49, 51),
  - Phil (odc. 58),
  - Carl (odc. 60),
  - Tyler Q (odc. 64),
  - Cockney (odc. 65)
- Kajetan Lewandowski –
  - Filip (odc. 33),
  - Phil (odc. 34),
  - Grzdyl (odc. 46),
  - Lance (odc. 50),
  - Tyler A (odc. 64)
- Piotr Garlicki – Rzeźnik (odc. 35)
- Grażyna Syta –
  - Gilda (odc. 35),
  - pani Blumberg (odc. 44),
  - głos kobiety (odc. 55),
  - staruszka #2 (odc. 56),
  - kucharka #2 (odc. 57)
- Elżbieta Jędrzejewska –
  - pani Detwailer (odc. 37, 43),
  - higienistka Kramer (odc. 42a),
  - pani Spinelli (odc. 42a),
  - Steve (odc. 42, 49, 55)
- Krzysztof Stelmaszyk –
  - Burmistrz Fitzhugh (odc. 38, 62),
  - Paul (odc. 63)
- Franciszek Rudziński –
  - Mundy (odc. 38),
  - chłopiec #1 (odc. 44),
  - Smutas (odc. 51),
  - Pisarz (odc. 54),
  - Foster (odc. 63),
  - Tyler B (odc. 64)
- Michał Wojnarowski –
  - Leniwiec (odc. 39),
  - Senny chłopiec (odc. 60-61)
- Marcin Łabno – Mundy (odc. 39)
- Aleksander Stroganov – Skeens (odc. 39, 60-61, 63)
- Kacper Głódkowski – Jared (odc. 40)
- Dominik Łoś –
  - Rodney (odc. 42, 49),
  - Sal 3000 (odc. 43),
  - pan Blumberg (odc. 44),
  - Chuey (odc. 53),
  - Eric (odc. 55)
- Monika Wierzbicka –
  - Smok Bonky (odc. 44),
  - chór dzieci (odc. 52)
- Jacek Wolszczak –
  - Brandon (odc. 47, 50, 63),
  - chór dzieci (odc. 52)

- Marek Włodarczyk
- Jerzy Złotnicki

Lektor: Jerzy Dominik

## Spis odcinków
| N/o                 | Polski tytuł                                                                                               | Angielski tytuł                                                                                        |
| ------------------- | --- | --- |
|                     | | |
| SERIA PIERWSZA      | | |
|                     | | |
| 01                  | Włamanie                                                                                                   | The Break In                                                                                           |
| 01                  | Nowy | The New Kid                                                                                            |
|                     | | |
| 02                  | Eksperyment                                                                                                | The Experiment                                                                                         |
| 02                  | Pat | The Great Jungle Gym Standoff                                                                          |
|                     | | |
| 03                  | Dyngs | Jinxed                                                                                                 |
| 03                  | Oficer Mikey                                                                                               | Officer Mikey                                                                                          |
|                     | | |
| 04                  | Ashley | First Name Ashley                                                                                      |
| 04                  | Zakochana Finster                                                                                          | To Finster with Love                                                                                   |
|                     | | |
| 05                  | Król Gus                                                                                                   | King Gus                                                                                               |
| 05                  | Wielki Brat Chad                                                                                           | Big Brother Chad                                                                                       |
|                     | | |
| 06                  | Stępić Gretę                                                                                               | My Fair Gretchen                                                                                       |
| 06                  | Sprinterze, mało kto cię znał                                                                              | Speedy, We Hardly Knew Ye                                                                              |
|                     | | |
| 07                  | Już nigdy więcej nie będę kopał                                                                            | I Will Kick No More Forever                                                                            |
| 07                  | Dzieciak wrócił                                                                                            | The Kid Come Back                                                                                      |
|                     | | |
| 08                  | Namolny Geoffrey                                                                                           | The Pest                                                                                               |
| 08                  | Opowieść o Drągalu                                                                                         | The Legend of Big Kid                                                                                  |
|                     | | |
| 09                  | Pudło | The Box                                                                                                |
| 09                  | Proces | The Trial                                                                                              |
|                     | | |
| 10                  | Pokój nauczycielski                                                                                        | Teachers Lounge                                                                                        |
| 10                  | Całkiem nowy Randall                                                                                       | Randall’s Reform                                                                                       |
|                     | | |
| 11                  | Deszczowe dni                                                                                              | Rainy Days                                                                                             |
| 11                  | Zbiórka puszek                                                                                             | The Great Can Drive                                                                                    |
|                     | | |
| 12                  | Głos | The Voice                                                                                              |
| 12                  | Dzieciaki we mgle                                                                                          | Kids in the Mist                                                                                       |
|                     | | |
| 13                  | Wieczór rodziców                                                                                           | Parents’ Night                                                                                         |
| 13                  | Przelecieć na drugą stronę                                                                                 | Swing on Thru to the Other Side                                                                        |
|                     | | |
| SERIA DRUGA         | | |
|                     | | |
| 14                  | Rozłam | The Break-Up                                                                                           |
| 14                  | Zdumiewający Jeffrey                                                                                       | The Hypnotist                                                                                          |
|                     | | |
| 15                  | Pieszczoszka                                                                                               | Mama’s Girl                                                                                            |
| 15                  | Ashleyka poza nawiasem                                                                                     | Outcast Ashley                                                                                         |
|                     | | |
| 16                  | Gra | The Game                                                                                               |
| 16                  | Utracona piłka                                                                                             | The Lost Ball                                                                                          |
|                     | | |
| 17                  | Gus bohater                                                                                                | Gus’ Last Stand                                                                                        |
| 17                  | Operacja – wycieczka                                                                                       | Operation Field Trip                                                                                   |
|                     | | |
| 18                  | Wyzwanie                                                                                                   | The Challenge                                                                                          |
| 18                  | Starszy brat, starsza siostra                                                                              | Wild Child                                                                                             |
|                     | | |
| 19                  | Zastępstwo                                                                                                 | The Substitute                                                                                         |
| 19                  | Greta i tajemnica jo-jo                                                                                    | Gretchen and the Secret of Yo                                                                          |
|                     | | |
| 20                  | Fatalny splot okoliczności                                                                                 | The Girl Was Trouble                                                                                   |
| 20                  | Papuga | Copycat Kid                                                                                            |
|                     | | |
| 21                  | Operacja Stuart                                                                                            | Operation Stuart                                                                                       |
| 21                  | Faraon Bob                                                                                                 | Pharaoh Bob                                                                                            |
|                     | | |
| 22                  | Dziombak                                                                                                   | The Story of Whomps                                                                                    |
| 22                  | Weekend u Muriel                                                                                           | Weekend at Muriel’s                                                                                    |
|                     | | |
| 23                  | Gdybym był bogaty                                                                                          | Economics of Recess                                                                                    |
| 23                  | Wolna buda                                                                                                 | Omega Kids                                                                                             |
|                     | | |
| 24                  | Święty Mikołaj zgolił brodę                                                                                | Yes, Mikey, Santa Does Shave                                                                           |
|                     | | |
| 25                  | Pechowe włosy                                                                                              | Bad Hair Day                                                                                           |
| 25                  | Lekcja tańca                                                                                               | Dance Lessons                                                                                          |
|                     | | |
| 26                  | Jednodniowy dyrektor                                                                                       | Principal for a Day                                                                                    |
| 26                  | Konkurs piękności                                                                                          | The Beauty Contest                                                                                     |
|                     | | |
| SERIA TRZECIA       | | |
|                     | | |
| 27                  | Numer wszech czasów                                                                                        | The Big Prank                                                                                          |
| 27                  | Jajo mądrzejsze od kury                                                                                    | Hustler’s Apprentice                                                                                   |
|                     | | |
| 28                  | Derby dla przedszkolaków                                                                                   | Kindergarten Derby                                                                                     |
| 28                  | Pamiętaj o przyszłości                                                                                     | Career to Remember                                                                                     |
|                     | | |
| 29                  | Matematyczny geniusz                                                                                       | A Genius is Among                                                                                      |
| 29                  | Plac zabaw to za mało                                                                                      | The Spy Who Came In from the Playground                                                                |
|                     | | |
| 30                  | Wspólnicy                                                                                                  | Partners in Crime                                                                                      |
| 30                  | Zakład | The Bet                                                                                                |
|                     | | |
| 31                  | Premierowy pokaz                                                                                           | The First Picture Show                                                                                 |
| 31                  | Służba Gusa                                                                                                | Gus’s Fortune                                                                                          |
|                     | | |
| 32                  | Przerwa zlikwidowana                                                                                       | Recess is Cancelled                                                                                    |
| 32                  | Serce kapusia                                                                                              | Tattletale Heart                                                                                       |
|                     | | |
| 33                  | Jeden został czysty                                                                                        | One Stayed Clean                                                                                       |
| 33                  | Młyn plotek                                                                                                | Rumor Mill                                                                                             |
|                     | | |
| 34                  | Szaleństwo Króla Boba                                                                                      | The Madness of King Bob                                                                                |
| 34                  | Mówcie mi: Guy                                                                                             | Call Me Guy                                                                                            |
|                     | | |
| 35                  | Prickly odchodzi                                                                                           | Prickly is Leaving                                                                                     |
| 35                  | Przyjaciele Randalla                                                                                       | Randall’s Friends                                                                                      |
|                     | | |
| 36                  | Pojedynek                                                                                                  | Dodgeball City                                                                                         |
| 36                  | Kosmiczny kadet                                                                                            | Space Cadet                                                                                            |
|                     | | |
| 37                  | Śliwa | The Shiner                                                                                             |
| 37                  | Randall – kawalarz                                                                                         | Stand Up Randall                                                                                       |
|                     | | |
| 38                  | Kicha na maksa                                                                                             | The Biggest Trouble Ever                                                                               |
| 38                  | Zasady | The Rules                                                                                              |
|                     | | |
| 39                  | Zbrodnia i kara                                                                                            | Gus and Misdemeanors                                                                                   |
| 39                  | Pamiętny tydzień nauki                                                                                     | A Science Fair to Remember                                                                             |
|                     | | |
| 40                  | Spodnie Mikey’ego                                                                                          | Mikey’s Pants                                                                                          |
| 40                  | Pan Idealny                                                                                                | Here Comes Mr. Perfect                                                                                 |
|                     | | |
| 41                  | Talizman                                                                                                   | Good Luck Charm                                                                                        |
| 41                  | Kto pod kim dołki kopie...                                                                                 | Diggers Split Up                                                                                       |
|                     | | |
| 42                  | To ohydne uczucie                                                                                          | That Stinking Feeling                                                                                  |
| 42                  | Bledziochy                                                                                                 | Lord of the Nerds                                                                                      |
|                     | | |
| 43                  | Szkolny świat                                                                                              | Schoolworld                                                                                            |
| 43                  | Na własnym wikcie                                                                                          | Bachelor Gus                                                                                           |
|                     | | |
| 44                  | Dudi | The Dude                                                                                               |
| 44                  | Przystanek autobusowy                                                                                      | Bonky Fever                                                                                            |
|                     | | |
| 45                  | Kandydaci                                                                                                  | The Candidates                                                                                         |
| 45                  | Mózg do wynajęcia                                                                                          | This Brain for Hire                                                                                    |
|                     | | |
| 46                  | Chłopaki Barnaby’ego                                                                                       | The Barnaby Boys                                                                                       |
| 46                  | Zakopany skarb                                                                                             | Buried Treasure                                                                                        |
|                     | | |
| 47                  | Walentynkowy żart                                                                                          | My Funny Valentines                                                                                    |
| 47                  | Wolność, równość, te rzeczy                                                                                | The Ratings Game                                                                                       |
|                     | | |
| 48                  | Swen z Norwegii                                                                                            | Yope from Norway                                                                                       |
| 48                  | Mól książkowy                                                                                              | The Library Kid                                                                                        |
|                     | | |
| 49                  | Arcydzieło Spinelli                                                                                        | Spinelli’s Masterpiece                                                                                 |
| 49                  | Wszyscy muszą lubić T.J.’a                                                                                 | Nobody Doesn’t like T.J.                                                                               |
|                     | | |
| 50                  | Wielkie targi stanowe                                                                                      | A Great State Fair                                                                                     |
| 50                  | Dyżurny od video                                                                                           | The A.V. Kid                                                                                           |
|                     | | |
| 51                  | Nowy guru                                                                                                  | Don’t Ask Me                                                                                           |
| 51                  | Sekretne życie pani Grotke                                                                                 | The Secret Life of Grotke                                                                              |
|                     | | |
| 52                  | Nie kopie się leżącego                                                                                     | The Fuss over Finster                                                                                  |
| 52                  | Zwycięstwo                                                                                                 | Soccer Boy                                                                                             |
|                     | | |
| 53                  | Fort Eden                                                                                                  | Fort Tender                                                                                            |
| 53                  | Wojna z zarazkami                                                                                          | Germ Warfare                                                                                           |
|                     | | |
| 54                  | Bądź podobna do Grety                                                                                      | More Like Gretchen                                                                                     |
| 54                  | Książę Randall                                                                                             | Prince Randall                                                                                         |
|                     | | |
| 55                  | Ja nie wiedzieć                                                                                            | Me No Know                                                                                             |
| 55                  | Dobry, kochany T.J.                                                                                        | Good Ole T.J.                                                                                          |
|                     | | |
| 56                  | Staruszek to ma klawe życie...                                                                             | Old Folks Home                                                                                         |
| 56                  | Przyjaciel                                                                                                 | Some Friend                                                                                            |
|                     | | |
| 57                  | Bistro „Chez Vince”                                                                                        | Chez Vince                                                                                             |
| 57                  | Harmonogram poezji                                                                                         | Tucked in Mikey                                                                                        |
|                     | | |
| 58                  | Skaut pełną gębą                                                                                           | Beyond a Reasonable Scout                                                                              |
| 58                  | Gry wojenne                                                                                                | The Army Navy Game                                                                                     |
|                     | | |
| 59                  | Stówa | The C Note                                                                                             |
| 59                  | Wielki, dobry Mikey                                                                                        | Big Ol’ Mikey                                                                                          |
|                     | | |
| 60                  | Najchłodniejsza fala upałów                                                                                | The Coolest Heatwave Ever                                                                              |
| 60                  | Mundy, Mundy                                                                                               | Mundy, Mundy                                                                                           |
|                     | | |
| 61                  | Lawson i jego Paczka                                                                                       | Lawson and His Crew                                                                                    |
|                     | | |
| 62                  | Wszyscy ludzie dyrektora                                                                                   | All the Principal’s Men                                                                                |
| 62                  | Bez żadnych haczyków                                                                                       | No Strings Attached                                                                                    |
|                     | | |
| 63                  | Zasady gry w golfa                                                                                         | The Principals of Golf                                                                                 |
| 63                  | Nie taka najgorsza                                                                                         | Kurst the Not So Bad                                                                                   |
|                     | | |
| 64                  | Przywódca utracony                                                                                         | Lost Leader                                                                                            |
| 64                  | Legion Randallów                                                                                           | League of Randalls                                                                                     |
|                     | | |
| 65                  | Opowieści strasznej treści Dzieci kukurydzianych chipsów / Atak krwiożerczych rowerów / Noc żywych Finster | Terrifying Tales of RecessChildren of the Cornchip / When Bikes Attack! / Night of the Living Finsters |
|                     | | |
| FILM PEŁNOMETRAŻOWY | | |
|                     | | |
| F1                  | Wakacje. Żegnaj szkoło                                                                                     | Recess: School’s Out                                                                                   |
|                     | | |
| FILMY WYDANE NA DVD | | |
|                     | | |
| F2                  | | Recess: Taking the Fifth Grade                                                                         |
|                     | | |
| F3                  | | Recess: All Growed Down                                                                                |
|                     | | |